# Горка-Кузнечевская
Горка-Кузнечевская — деревня в Холмогорском районе Архангельской области.

## География
Находится в центральной части Архангельской области на расстоянии приблизительно 7 км на север по прямой от административного центра района села Холмогоры на северном берегу острова Ухтостров в нижнем течении реки Северная Двина.

## История
Упоминается с 1678 года, когда здесь было учтено 25 жителей мужского пола. В 1859 году здесь (тогда деревня Холмогорского уезда Архангельской губернии) было учтено 15 дворов. До 2022 года входила в Ухтостровское сельское поселение в качестве административного центра до его упразднения.

## Население
Численность населения: 83 человека (1859 год), 119 (русские 92 %) в 2002 году, 78 в 2010.